# 王建民 (棒球運動員)

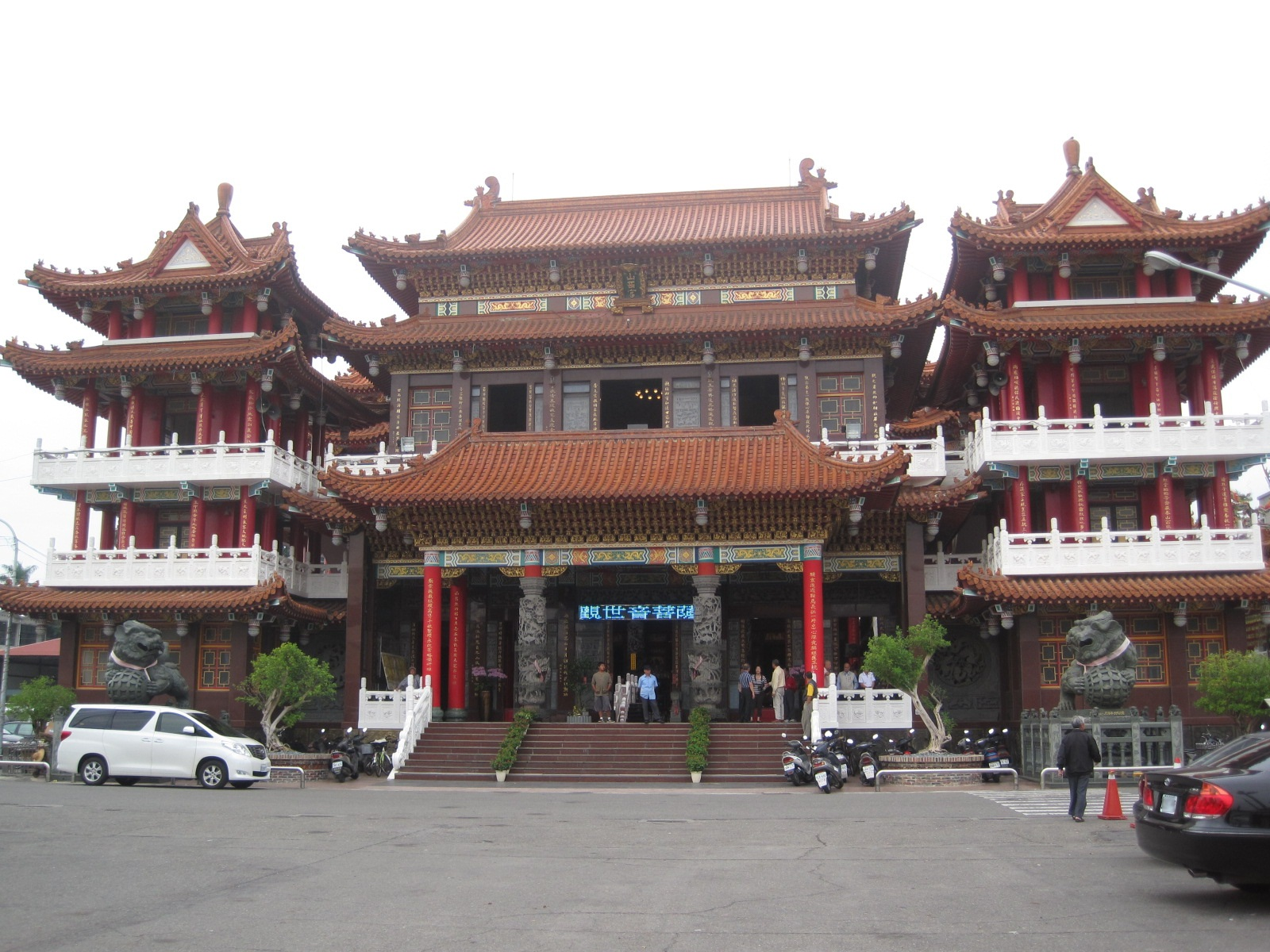
王建民的出生地臺南縣關廟鄉

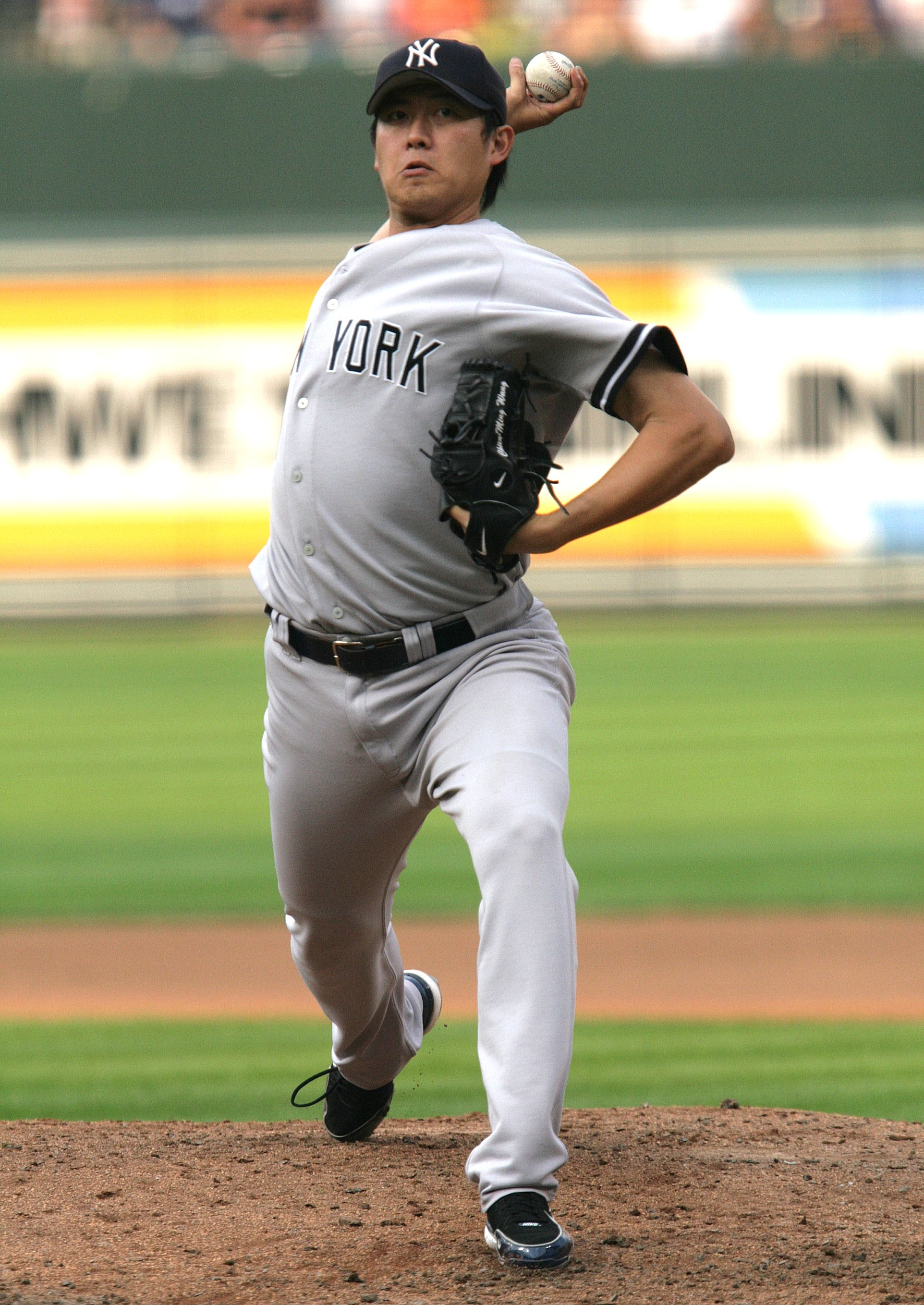
2006年的王建民，以19勝之姿拿下美聯勝投王，各項數據皆為生涯年。

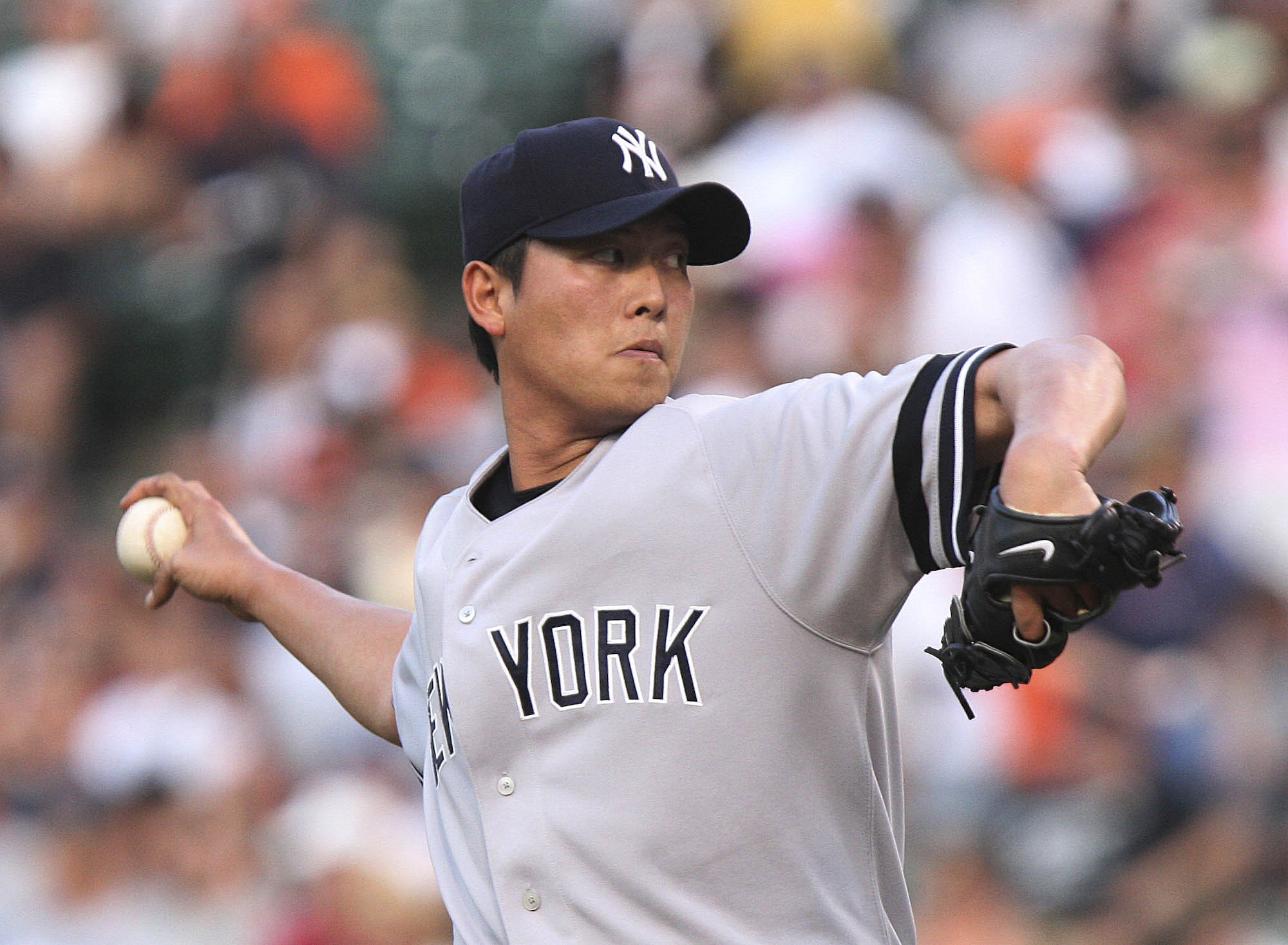
2007年6月

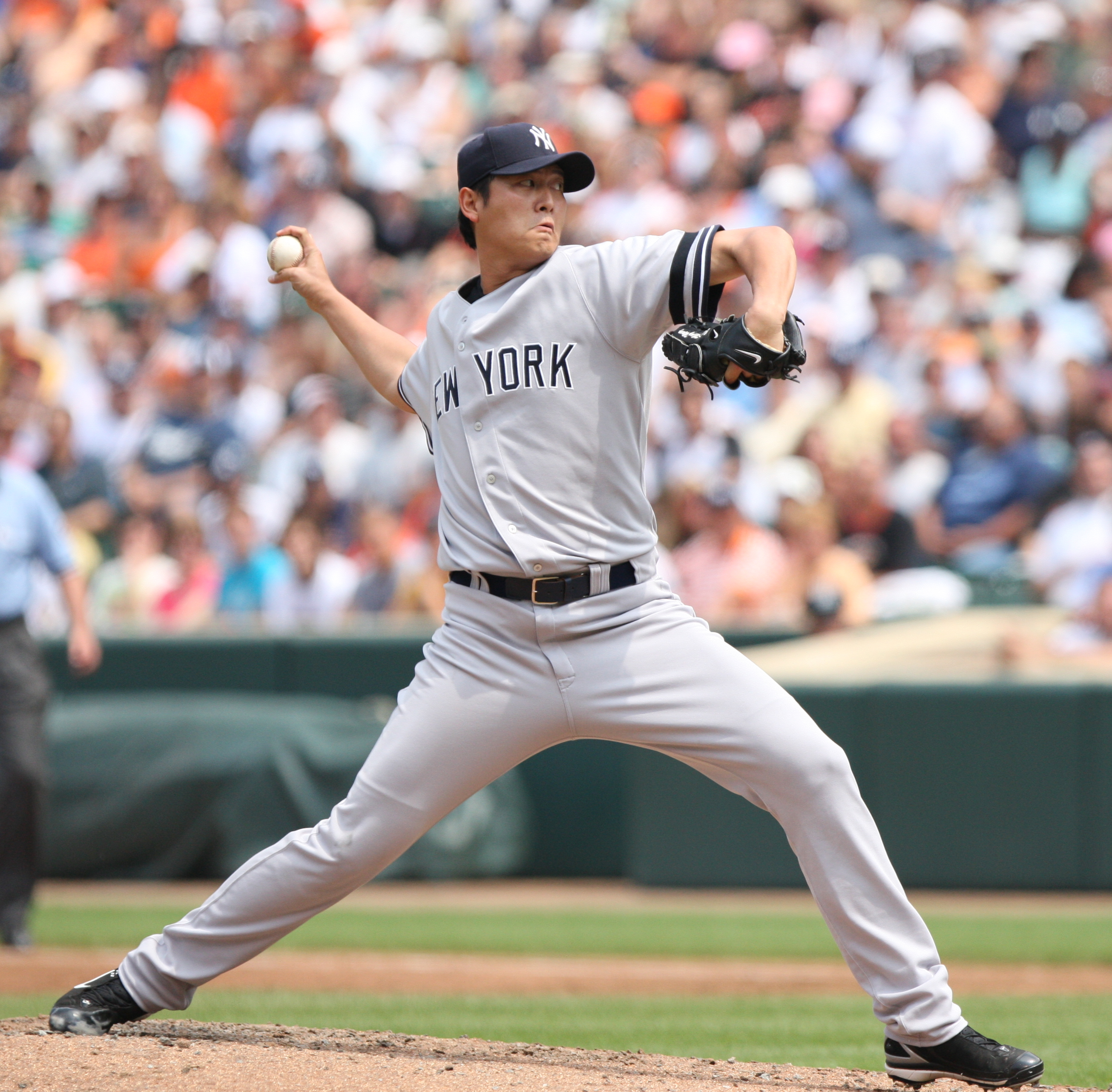
2007年的王建民，第二次拿下19勝，三振數104次為生涯新高。

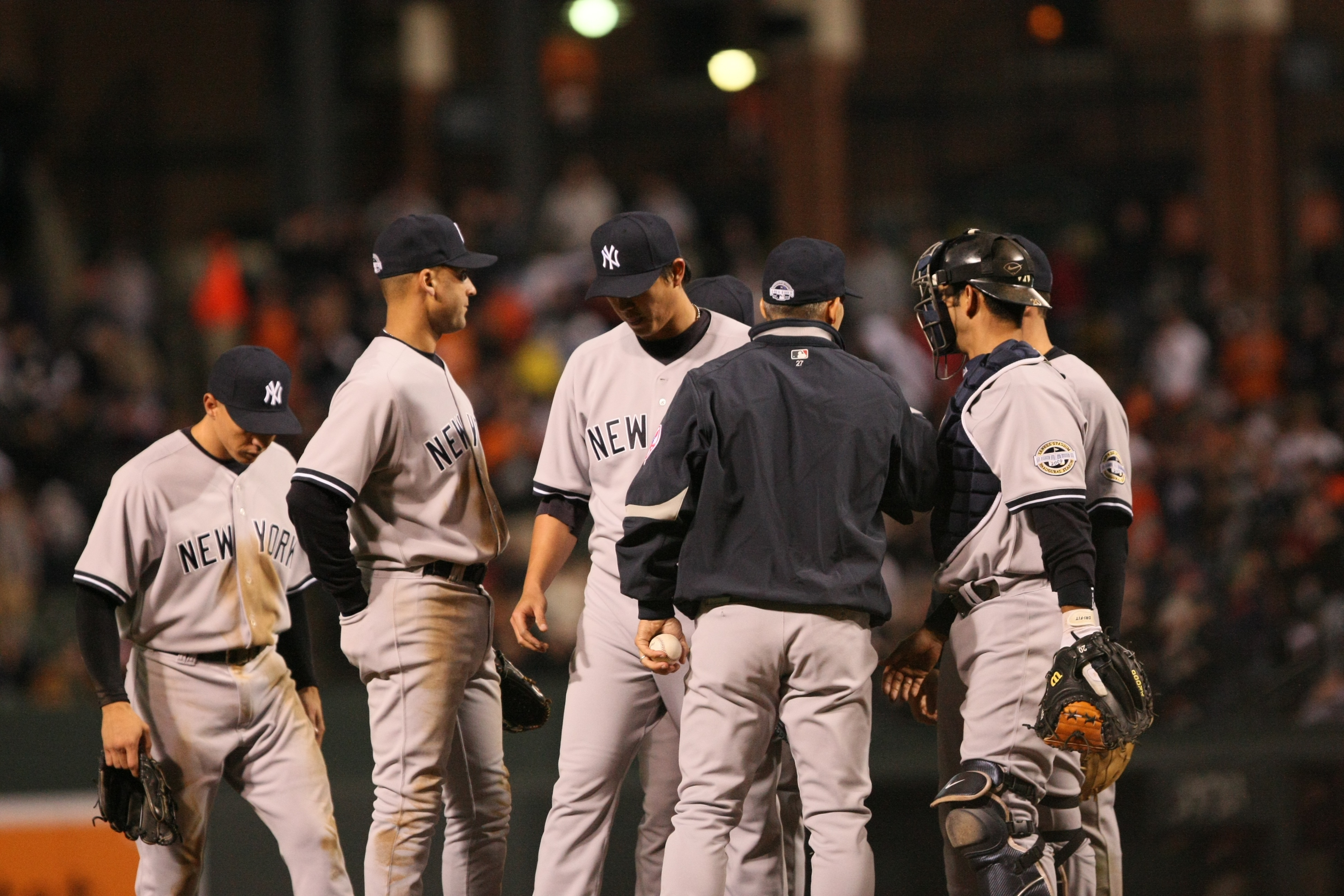
2009年4月8日的一場比賽中，王建民即將被換下場（總教練手上拿著球就代表原投手要被換下場的意思）

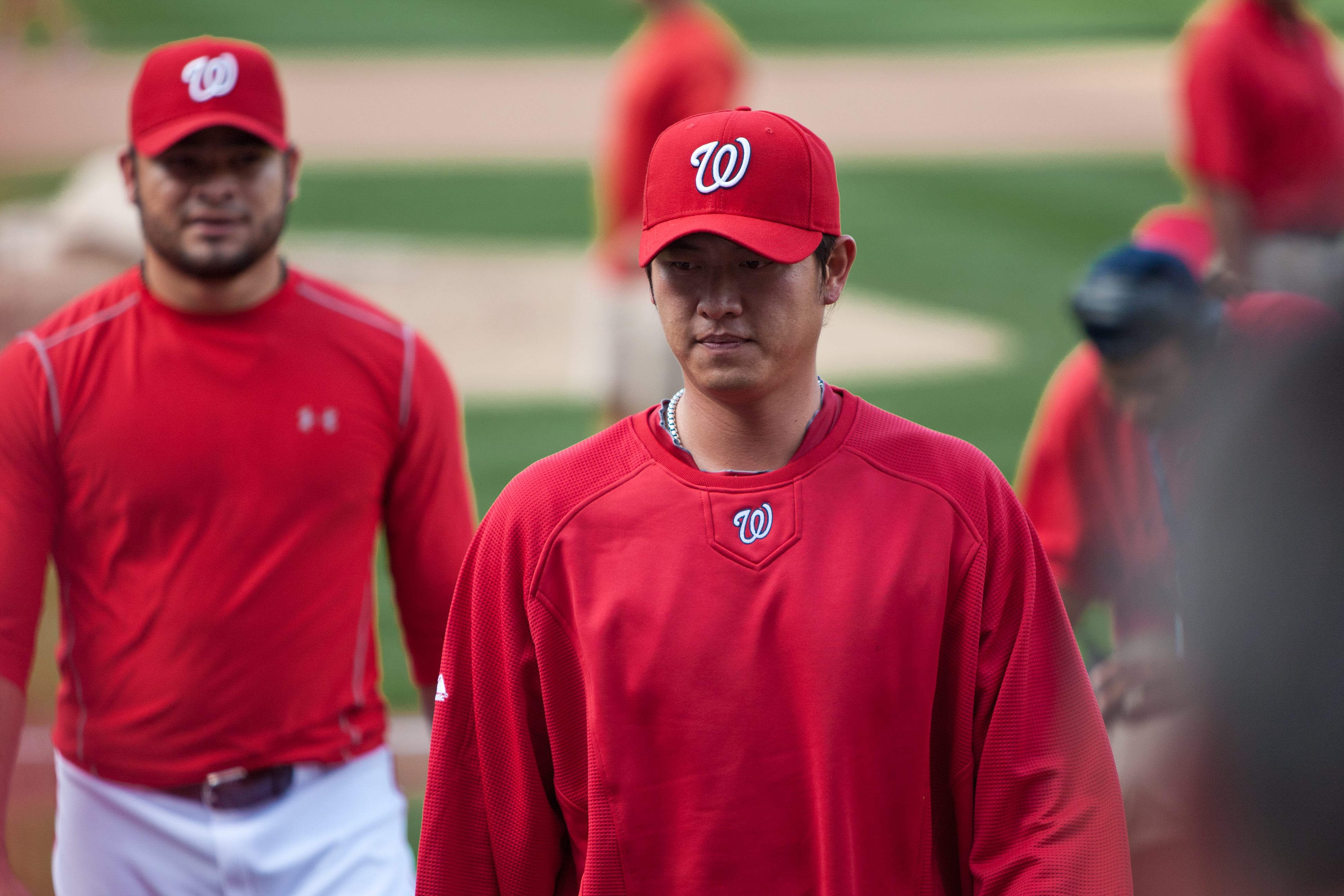
2011年9月，已經加入華盛頓國民的王建民。

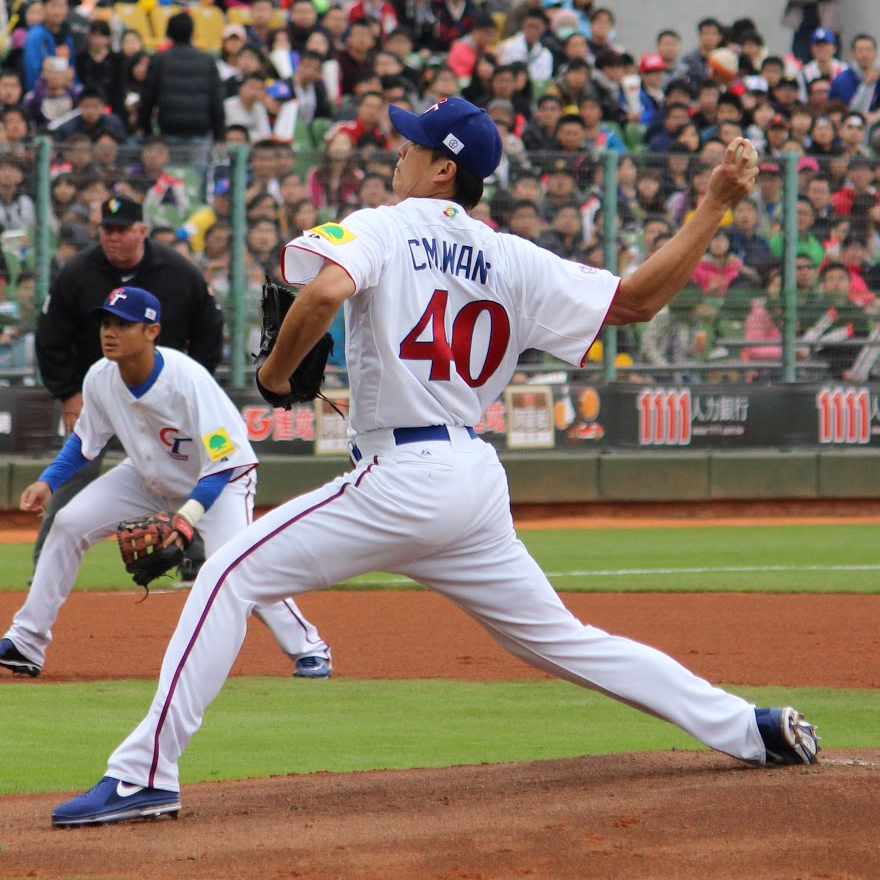
參加2013年世界棒球經典賽的王建民

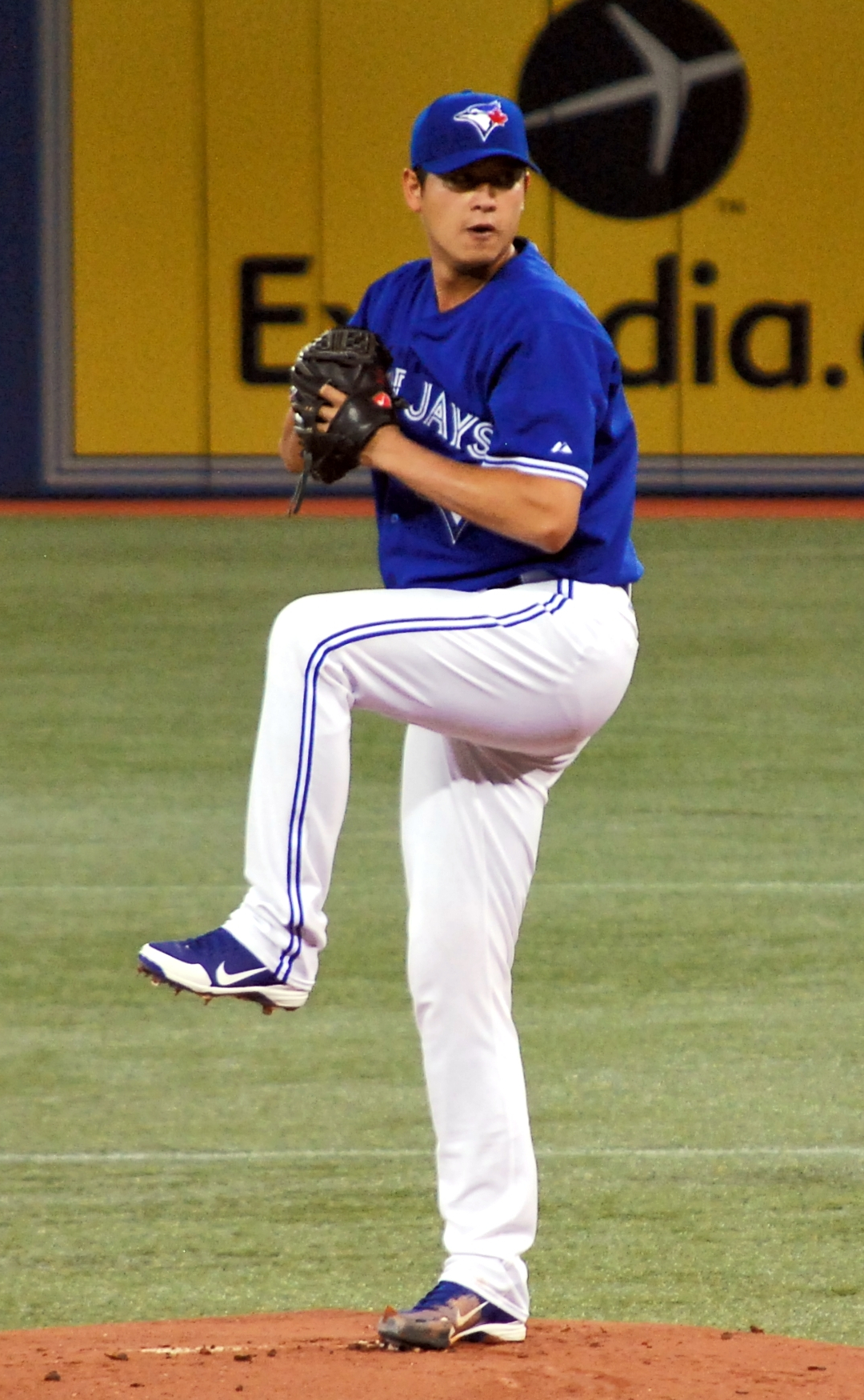
2013年加入多倫多藍鳥的王建民，擔任藍鳥隊的先發投手。

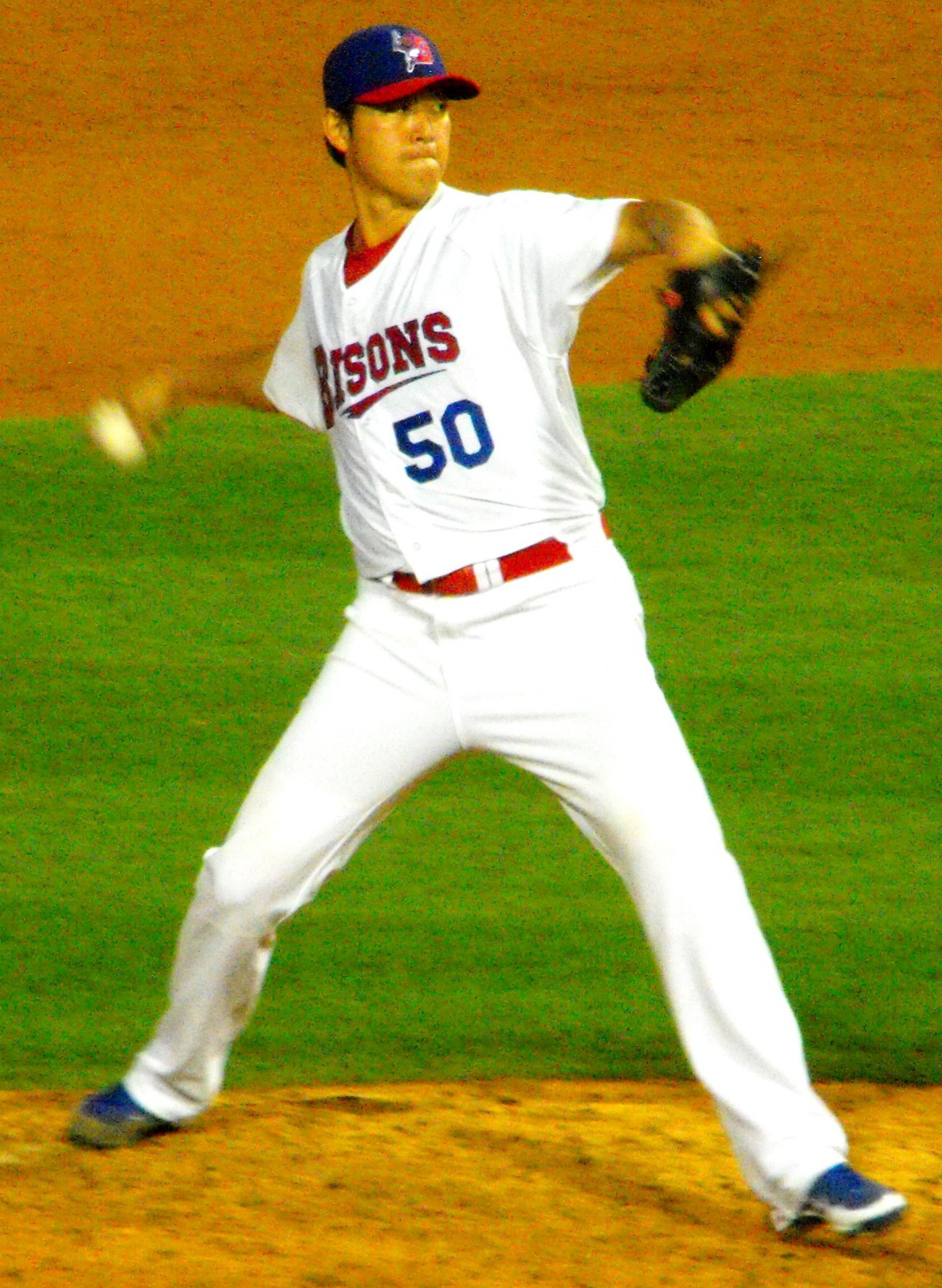
王建民於藍鳥隊3A水牛城野牛擔任先發投手，在之前已遭藍鳥隊指定轉讓而下放調整。

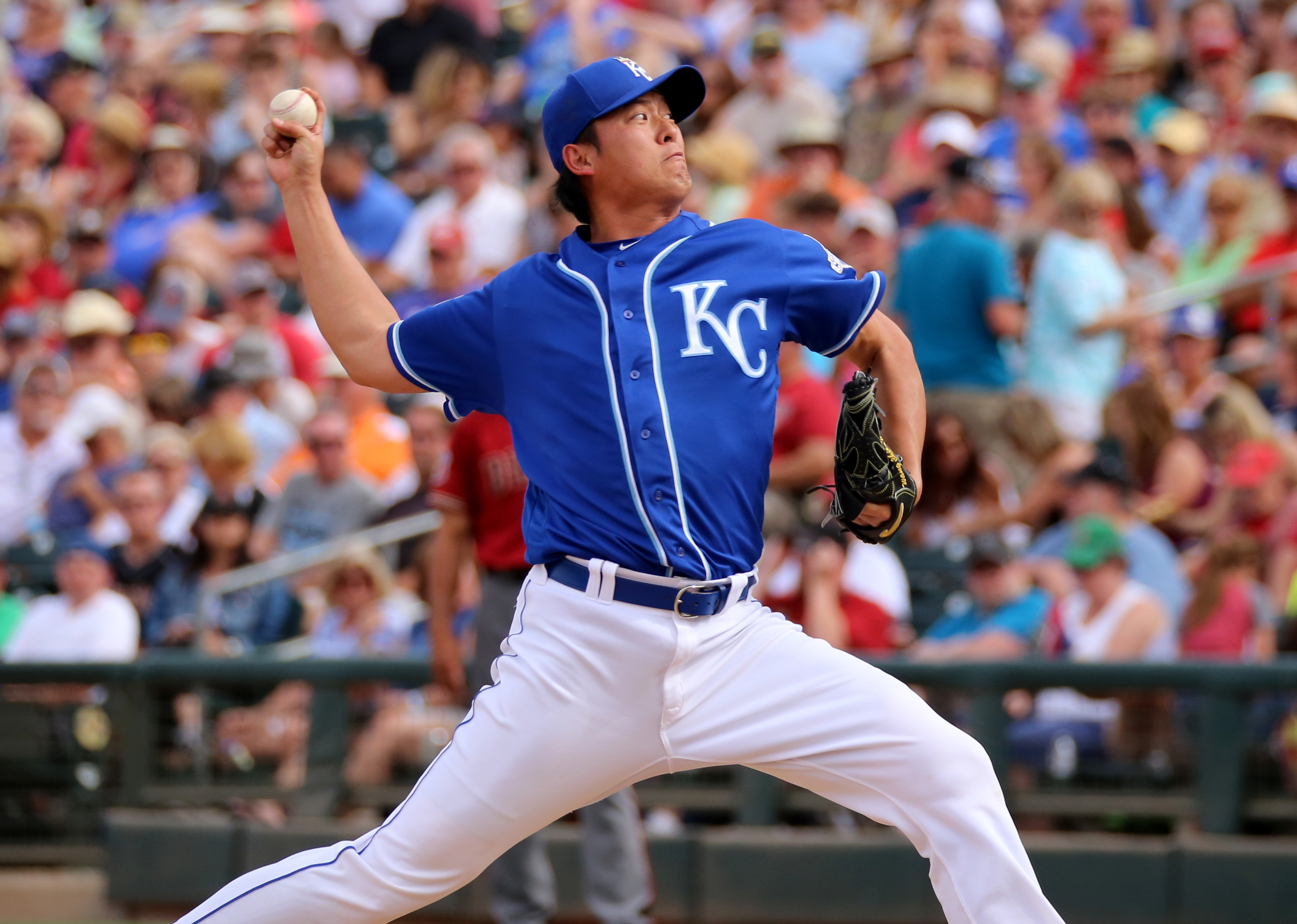
於2016年加入堪薩斯市皇家隊的王建民，擔任皇家隊的後援投手。

王建民（1980年3月31日—）是臺灣職業棒球運動員，位置為投手，臺南市關廟區人，現任中信兄弟一軍投手教練。曾效力於美國職棒大聯盟紐約洋基、華盛頓國民、多倫多藍鳥、堪薩斯市皇家等隊，在大聯盟9個球季累計68勝（34敗），是台灣投手在大聯盟中累計勝投最高者。許多臺灣媒體在報導王建民的新聞時，常暱稱其為「建仔」、「王葛格」、「臺灣之光」，美國媒體也稱之為「Star of Taiwan」、「Taiwan lightning」、「Ace of Silence」，並稱其引起的風潮為「王建民現象」。

## 早年

### 求學階段
王建民於1980年3月31日出生在台南縣郊區關廟鄉新埔村（今臺南市關廟區新埔里），之後主要於台南市成長。生父王炳穎（三叔）在家排行第三，小時候因為大哥王炳煌無子嗣，王炳穎便決定將王建民過繼至長兄戶口下，由其大伯養育長大。其大伯經營工廠。 王建民在就讀崇學國小期間，因不喜歡唸書且身高過人而加入籃球校隊。在兼任籃球與棒球校隊教練的鼓勵下開始打棒球，於校隊徵選時自願加入棒球隊，在崇學國小少棒隊中擔任投手。
1991年時，王建民當選成為第九屆世界軟式少棒錦標賽中華代表隊球員，成為其第一次入選出國比賽的代表隊選手。就讀建興國中時，經由教練張錫杰調教後，在未來的發展上奠定了深厚的根基（建興國中在王建民之後也培養岀郭泓志、胡金龍、羅錦龍等職棒選手）。儘管養父母強烈反對他打棒球，希望他能夠成為企業家，但在王建民決心、毅力與堅持，最後還是讓他繼續打球。青棒時期的王建民選擇加入傳統青棒勁旅榮工隊，當時的榮工隊即中華中學的前身，總教練為蕭文勝。
在榮工隊時期，高中生的王建民逐步強化了自身的投球能力與體格，擁有達190公分的身高與增重後勻稱的身材，最快球速也進步到了143km/h左右，國外球探亦開始將王列入觀察名單。1997年，榮工青棒隊獲得全國棒球選拔賽冠軍，王建民也因此入選在加拿大舉行的第十七屆「IBAF世界青棒錦標賽」中華代表隊選手。由於需要辦理出國護照等證件，王建民便請父母將戶籍資料從家鄉臺南寄至球隊所在的臺北，但也因此發現戶籍謄本資料上登記自己為養子。無法接受事實的王建民連夜趕回台南詢問父母，才知道親生父母是自己的三叔。

### 業餘棒球
在發現自己的三叔是親生父親、而從小扶養長大的父母則是養父母後，王建民一開始無法接受事實，甚至一度不肯打球，最後在長輩與教練勸說下才慢慢接受事實，並重新投入棒球運動。1998年，王建民進入台北市立體育學院就讀，並成為第三屆亞洲青棒錦標賽中華青棒代表隊。由於獲得曾效力日本職棒的總教練高英傑指導，及獲得有「指叉球王子」之稱的學長蔡仲南教導指叉球下，王建民投球技術獲得進一步提升。
在1999年，台灣青棒則是蓬勃發展，同年曹錦輝投出台灣青棒史新高的155km/h快速球、而左投的郭泓志也達到152km/h，加上IBAF世界青棒錦標賽在臺灣舉行，很多國外球探紛紛來到台灣。而在同年，王建民除了參加三國四強國際棒球邀請賽、第八屆荷蘭港口盃中華成棒代表隊外，也投出多場精彩的比賽。其中他在梅花旗大學棒球賽預賽上對強敵文化大學，完投9局只被打出七支安打，而且送出13次三振，率隊以3比2取勝，上大學之後才學的指叉球，在這一役發揮得淋漓盡致。
2000年，王建民在大揚盃四國五強成棒邀請賽與甲組成棒春季聯賽中表現優異，除了投出業餘時期的極速151km/h，其滑球也受到球探的註記。包括台灣大聯盟、中華職棒興農牛、日本職棒中日龍，乃至於美國職棒大聯盟的西雅圖水手、波士頓紅襪、亞特蘭大勇士、洛杉磯道奇、紐約大都會、洛杉磯安納罕天使、科羅拉多落磯、亞利桑那響尾蛇與紐約洋基等球隊，都對他展現出極大的興趣。雖然亞特蘭大勇士開出的價碼比紐約洋基還要來得高，但因為偶像羅傑·克萊門斯的關係，王建民最後選擇投入紐約洋基。

### 前往美國
2000年5月6日，與紐約洋基隊簽下201萬美元（含10萬學費與1萬旅費）簽約金額的小聯盟合約，王建民以交換學生的身份前往洋基隊的小聯盟系統出賽；王建民從小聯盟的短期1A球隊出發，並投出不錯表現。然而在2001年，王建民就因肩關節唇撕裂施行關節鏡手術，本年度日程都在復健，直到2002年6月才在1A球隊復出。
2002年10月，王建民接受中華成棒代表隊徵召參加第十四屆南韓釜山亞運。其中王建民在中華隊對日本的準決賽中，接替先發投手宋肇基，後援7+2⁄3局而無失分勝投，幫助中華隊打進金牌戰。2003年開始，王建民首度獲邀參加大聯盟春訓熱身賽，並升上2A球隊。同年11月，他再度接受中華成棒代表隊徵召，參加日本札幌舉辦的第二十二屆亞洲棒球錦標賽。王建民於中華隊的先發對戰南韓5局失3分而無關勝敗，並取得體育補充役資格。
儘管之後王建民一度有放棄在美國的職業棒球、而返回臺灣的念頭，但隨著迎娶吳嘉姈為妻子，兩人並共同至美國生活後改觀。2004年年初，王建民至台南官田營區入伍接受軍事訓練12天。之後以接受大聯盟紐約洋基隊代訓名義出國，再度獲邀參加大聯盟熱身賽，但只投1人次就因傷退場。這年王建民還是從2A球隊出發，並在季中順利升上3A球隊。升上3A後的夏天，在投手教練尼爾·艾倫及捕手薩·法沙諾的指導下，王建民開始練習投伸卡球，成為日後在大聯盟崛起的招牌球種。此外，王建民也連續三年接受中華成棒代表隊徵召，於該年參加希臘舉辦的第二十八屆雅典奧運。

## 美國職棒

### 紐約洋基
2005年3月，王建民在大聯盟春訓熱身賽投出出色成績，開季從3A球隊出發。
2005年4月26日，在小聯盟待了6年的王建民於睡夢中被通知升上大聯盟。
2005年4月30日美東時間下午1時5分，王建民在大聯盟初登板面對多倫多藍鳥，最終無關勝敗，成為第一個在洋基出賽的台灣棒球選手，也是台灣第三位登上美國職棒大聯盟的球員、及繼曹錦輝之後第二位登上大聯盟的台灣籍投手。
2005年5月10日，王建民在主場率領洋基7:4擊敗西雅圖水手，獲得大聯盟生涯第一勝。在2005年大聯盟球季例行賽中，王建民新人球季共出賽18場，有17次先發和1次中繼，戰績8勝5敗。同年洋基隊晉級季後賽，王建民因而在10月6日成為台灣第一位於美國職棒大聯盟季後賽出賽的投手。
2006年球季，王建民憑藉著優異的下沉快速球（又稱為快速伸卡球），在洋基隊先發輪值中表現優異，並因投球特性而獲得「滾地球王子」稱號。同年7月28日，王建民在主場對坦帕灣魔鬼魚，完封對手9局而只被擊出2支一壘安打；這是王建民生涯第二次完投，也是大聯盟生涯第一次完投完封勝。最後其在2006年大聯盟球季例行賽拿下19勝6敗，與明尼蘇達雙城的王牌左投友漢·桑塔那並列該年度的大聯盟勝投王，也是大聯盟第一位亞洲籍的勝投王；同時超越南韓投手朴贊浩在2000年創下的18勝成績，成為在美國職棒大聯盟單季最多勝紀錄的亞洲籍投手。
2006年季後賽首輪（美國聯盟分區賽），王建民於10月3日在主場對戰底特律老虎，並成功拿下勝投；除了是個人季後賽首勝外，也成為大聯盟史上第一位在季後賽獲得勝投的亞洲投手，並且是紐約洋基在該年度季後賽的唯一一場勝投。
2006年11月17日，王建民獲得美國職棒美國聯盟賽揚獎票選得分第2名。
2007年3月23日，王建民因為於春訓時拉傷大腿，錯失主投洋基2007年球季的開幕戰。在傷勢復原後，復出的王建民在4月25日於客場對上坦帕灣光芒，吞下首敗。不過儘管面臨二連敗，同年5月時確定入選為「時代雜誌2007年全球百位最有影響力人物」，成為台灣第三位獲得此榮譽的人物。
2007年5月5日，王建民在主場對水手的比賽中，主投8局僅失1分，還投了7+1⁄3局的完全比賽。雖然在8局上遭擊出陽春全壘打，但瑕不掩瑜，王建民2007年球季首場勝投到手。
2007年6月11日，王建民主場迎戰響尾蛇，與響尾蛇的王牌布蘭登·偉伯展開一場滾地球大師的對決戲碼。王建民主投7局被敲6支零星安打掉1分，外加2K、0BB，略勝第一局挨了三分砲的偉伯(7局掉4分)一籌。最後洋基4:1留下勝利，建仔也獲得勝投。賽後響尾蛇總教練鮑勃·馬文說，過去他形容自家王牌偉伯的伸卡球像磚塊，但王建民的伸卡球卻像鉛球。
2007年6月16日，王建民在主場對上紐約大都會，主投8+2⁄3局，投出在大聯盟生涯新高的10次三振，最後也獲得勝投。
2007年7月8日，他在主場對洛杉磯安那罕天使隊，主投6+1⁄3局而締造生涯新高的6連勝，同時達成對美聯隊伍（除了洋基之外）均有獲勝的紀錄。
2007年10月8日（美國聯盟分區賽），王建民生涯首度在僅休息3天的情況下再度先發，但主投1局又3人次便丟4分退場，最終洋基輸給克里夫蘭印地安人，在系列賽以1:3被淘汰。王建民在該系列賽中雖然吞下連2場敗投被打爆，不過在2007年球季結束，王建民仍取得19勝7敗的成績（勝投數並列聯盟第二名）；除了維持自己創下的19勝的亞洲投手紀錄外，也成為洋基隊史上第二位連續2年拿下19勝的王牌投手，許多洋基球員也表示讚揚。

### 多次受傷
2008年春訓期間，已經在大聯盟投滿3年的王建民因為超級二年級生條款，正式取得薪資仲裁資格。由於在洋基陣容中逐漸被視為王牌，因此進行生涯首度仲裁，提出年薪460萬美元。儘管最後仲裁失敗而由洋基球團開出的年薪400萬美元勝出，但也成為台灣運動史上第一位年薪破億的運動員。
2008年4月1日，被視為重要王牌球員的王建民擔任洋基2008年開幕戰先發，為其職業生涯首度擔任球隊開幕戰先發投手。此戰迎戰多倫多藍鳥，王建民繳出主投7局失2分的優質先發。終場洋基以3:2獲勝，王建民也拿下2008年第1勝。
2008年4月22日，在客場對芝加哥白襪，主投6局獲勝，以生涯先發85場比賽取得生涯第50勝，是亞洲投手最快達到第50勝的球員紀錄。也是繼1986年紐約大都會投手德懷特·古登以生涯先發82場奪50勝後，近22年來最快達此記錄的大聯盟投手。
在2008年球季，王建民再度獲得「時代雜誌2008年全球百位最有影響力人物」，也獲選史上第一位以棒球員身份拿下的「第46屆十大傑出青年獎」。不過在6月15日，王建民於客場對上休士頓太空人，雖然主投5局無失分而獲得勝投；但比賽途中他從太空人王牌投手洛伊·奧斯華手中打出短打上壘，再從二壘跑回本壘得分時，因跑壘不慎而扭傷右腳腳踝。隨後立刻送至醫院進行核磁共振成像檢查，確認右腳掌中間的蹠跗韌帶拉傷、與右腳腓骨長肌肌腱撕裂傷，需固定傷口休養6周後才能開始復健。由於復健期間的狀況並不理想，使得王建民在2008年球季提前報銷。雖然這季僅留下8勝2敗的成績，不過部分美國媒體仍認定王建民球季投完的成績仍然可以達到2007年的水準。
2008年12月22日，洋基球團和王建民達成協議，2009年的薪資為1年500萬美元，藉此避掉薪資仲裁。
在2009年球季，卡斯坦·查爾斯·沙巴西亞、A·J·柏奈特兩名著名投手加盟洋基後，使得王建民從原本的王牌一號先發降為三號；但由於王建民積極備戰、及熱身賽的表現狀況理想，很快就被教練團調升至二號先發。期間王建民特別戴者繡上「王」字的新手套，並馬上獲得沙巴西亞等隊友的關注；同時王建民被選為球場看版8球星之一，並在4月3日春訓期間擔任新洋基球場首次啟用的先發投手，以重視王建民過去對球隊的貢獻。這次對上芝加哥小熊隊熱身賽中，王建民主投5局失4分，最後取得球場開幕後的勝投。
然而，王建民2009年開季先後被金鶯、光芒和印地安人打爆，防禦率升高至30以上；後來在健康檢查中發現腰部有傷，被安排至小聯盟進行復健賽調整，並計畫最快至4月17日重回先發輪值。不過直到5月23日王建民才再度登板、並在對戰費城費城人擔任中繼投手，接替先發投手A·J·柏奈特投球，主投3局被敲出6支安打，失掉2分並有2次三振。
重回大聯盟後，雖然王建民的投球內容及成績有所回升，但還是與受傷前有落差。洋基再次為王安排檢查，決定以復健方式來治療患部；但進行相關醫療後，王仍感覺傷勢未有太大進展。
2009年7月4日，王建民出戰藍鳥時，在第六局右肩拉傷下場，經過診斷後確定是拉傷和黏液囊腫發炎，為此總教練吉拉迪將王放入15天傷兵名單。後在取得洋基隊同意下，王建民由經紀公司安排下至阿拉巴馬州接受運動醫學權威醫生詹姆斯·安德魯斯進一步的檢查，認定王的傷勢為右肩關節囊的韌帶撕裂（Right Shoulder Capsule Ligament Tear）；隨後透過關節鏡手術進行肩關節囊韌帶損傷修補，使得王的2009年球季宣告提前結束。

### 華盛頓國民
2009年11月5日，紐約洋基隊於主場擊敗費城人隊，取得第27座大聯盟世界大賽冠軍，但王建民因傷勢未復原而未參與世界大賽冠軍賽。同年12月13日，由於按大聯盟規章若與前年度於大聯盟登錄的球員換約，至多僅能減薪20%（洋基至少得付400萬美元），洋基擔心王建民傷後無法回復原有水準而決定選擇不換約，使其提前成為沒有合約的自由球員。雖然後續紐約洋基隊提出以小聯盟約續約，等待養傷完成並接受測試後，回到大聯盟並簽大聯盟合約；然而由於王建民也可以選擇加入其他大聯盟的球隊，其與經紀人艾倫·尼洛（Alan Nero）決定到自由市場探詢比洋基更合適的合約。
2010年2月16日，王建民以一年200萬美金加上激勵獎金300萬美金的條件，共計最高約500萬美元的合約加入華盛頓國民。2月19日，雙方召開加盟記者會宣布正式簽約，球衣40號。但在9月8日，王建民因傷復健，華盛頓國民隊官方網站正式宣佈無法趕上2010球季。同年12月3日，華盛頓國民隊公佈結果，確定不執行和王建民的直接續約權。王建民從12月3日開始，正式成自由球員。不過在隔年春訓前，華盛頓國民隊以一年100萬美金及激勵獎金再度網羅。自6月24日，經長期復健的王建民開始在小聯盟1A進行數場復健賽，且讓國民隊評估重新回到大聯盟比賽中。開季前，被列入60天傷兵名單。
2011年7月25日，國民隊宣佈王建民重新回到大聯盟。7月29日，王建民重返美國職棒大聯盟，先發出戰紐約大都會隊，主投4局，失分6分，其中4分是自責分。雖然復出首戰即敗投，第二次先發出戰勇士隊也未獲得勝投。到了8月10日，王建民在芝加哥客場第三次先發出戰小熊隊，主投6局，被擊出1支安打，無失分，協助華盛頓國民隊以3比1擊敗小熊隊，拿下傷癒後、及本季首場大聯盟勝投。而在9月24日，對決勇士隊，主投6局失一分，率領國民隊以4:1擊敗勇士，拿下本季第四勝，同時敲出他大聯盟生涯的第一支安打和第一分打點。2011年球季留下總計四勝三負，防禦率4.04的成績。王建民在復出後的不錯表現，也使國民隊決定再與其續約一年。
2012年3月15日，對洋基熱身賽投2+2⁄3局用了42球，29球好球，球速最快93哩，被打出2支安打，三振4次、保送1次，無失分。於第三局，洋基隊第二棒羅素·馬丁打出投手前滾地球，王建民接到球直接往一壘衝，要踩壘包時重心不穩、摔跤跌倒，左腿後肌肉拉傷。此傷勢使他在開季時列入傷兵名單中。5月26日，國民隊對勇士隊的比賽，王建民本季初登板中繼，主投3局失1分，拿下勝投。不過在6月20日，王建民因為先發表現不佳，被調到牛棚擔任長中繼，來調整控球的節奏。7月4日被以右臀拉傷為由放進15天傷兵名單，牛棚空缺由亨利·羅德裡格斯接替。9月24日重返大聯盟先發出戰密爾瓦基釀酒人主投4局失2分，但由於國民守備失誤過多，球隊最終仍以6比2輸球。由於王建民在2012年的表現不如預期，且多次受傷進入傷兵名單，國民隊決定不再續約，王建民再度成為自由球員。

### 多倫多藍鳥
在不續約與發生緋聞的情況下，王建民於該年季後決定返國投入經典賽國家隊，希望藉由國際賽的好表現來尋求新合約。2013年3月2日，王建民代表中華隊，在第三屆世界棒球經典賽首輪出戰澳洲隊，主投6局無失分，終場以4比1擊敗澳洲，拿下勝投。3月8日，王建民在日本東京巨蛋，主投經典賽複賽首場比賽，對上日本隊，主投6局無失分，但中華隊終場3比4落敗。王建民於當年度世界棒球經典賽預、複賽合計投出12局無失分的佳績，優異的表現獲得美國、日本多支球團的注意與洽詢。最後在同年3月21日，王建民選擇與個人投出生涯高峰的洋基隊簽下帶逃脫條款的小聯盟合約，重回熟悉的環境。4月10日，王建民在小聯盟出賽。然而洋基隊在開季後，始終未將王建民升上大聯盟。
因為無法登上大聯盟，王建民在6月8日決定行使逃脫權而解除與洋基的合約，轉而與同屬美東球隊的多倫多藍鳥簽約，於6月12日首次出場先發。6月17日，對遊騎兵主投7局無失分，獲得在藍鳥隊的首勝。不過在同年7月3日，對老虎投1+2⁄3局失6分退場，被球隊指定派遣，後下放小聯盟。2013年8月25日，王建民被叫上大聯盟，對休斯頓太空人擔任先發，主投3局失五分，吞敗投。王建民再度被指定派遣，回到3A水牛城野牛隊。8月29日，水牛城野牛隊頒發東山再起獎給王建民，表彰他本季對野牛隊的貢獻。10月1日，根據合約，王建民結束與多倫多藍鳥的合約，成為自由球員。王建民於本季在藍鳥隊升上大聯盟有過6場先發出賽。

### 小聯盟出賽
2013年12月18日，王建民與辛辛那提紅人簽定附有大聯盟春訓邀約的小聯盟合約，小聯盟月薪1.5萬美元，登上大聯盟則為年薪125萬美元，上大聯盟後若再遭下放，年薪則以15萬美元計算，此外附有激勵獎金，以及逃脫條款，提供兩次逃脫機會。2014年3月20日，結束大聯盟春訓後，被下放小聯盟3A，球季開始後從小聯盟路易斯維爾蝙蝠隊出發。因為無法得到登上大聯盟的機會，7月13日，紅人隊宣布，王建民選擇逃脫，離開紅人隊。2014年7月18日，加入美國職棒芝加哥白襪隊所屬的小聯盟3A夏洛特騎士隊，背號為40號。2014年球季，沒有升上大聯盟的機會，總共28場先發，戰績13勝8敗，防禦率4.12。
2014年11月10日，王建民與亞特蘭大勇士簽下小聯盟合約，獲邀參加2015年大聯盟春訓。球季開始後，在3A谷內勇士隊出賽。但在2015年6月19日，王建民被勇士隊釋出，為旅美15年生涯首次遭解約。因無法獲得其他大聯盟球隊的合約，6月24日王與美國大西洋獨立聯盟（Atlantic League of Professional Baseball）藍蟹隊（Southern Maryland Blue Crabs）簽約，藉此延續旅美生涯。王建民轉戰獨立聯盟後，在獨立聯盟先發主投先發了3場比賽並皆拿下勝投，防禦率僅2.49。因此在2015年7月12日，王建民與西雅圖水手隊簽下小聯盟合約，投身小聯盟3A塔科瑪雨人隊，再度重新回到大聯盟體系。重回水手小聯盟體系並結束小聯盟球季後，王建民仍未得到9月擴編升上大聯盟之機會。

### 堪薩斯市皇家
2015年9月，王建民經過經紀人張嘉元介紹開始接觸德州棒球農場與其主人Ron Wolforth，於11月正式展開為期12週的改造訓練。而在2015年球季結束後，王建民再次成為自由球員。
2016年1月8日，王建民與去年冠軍隊堪薩斯市皇家簽下小聯盟合約，若上大聯盟基本薪100萬美金，最高激勵獎金可達年薪250萬美金。經過德州棒球農場的訓練改造後，王建民於春訓期間球速明顯提升，最快甚至可達95mph，最後於春訓出賽9場2場先發，留下1勝0敗防禦率2.40成績。4月10日，王建民在第九局上半達成本季大聯盟的初登板；於7:0領先時面對雙城，以1局0安打、1保送、1三振的內容結束比賽。5月4日，前8局打完以4:6落後國民的皇家，推出王建民在第九局上半登板投球，以1局2三振的內容結束這個半局。再靠著九局下Lorenzo Cain的再見安打，7:6逆轉獲勝，王建民相隔1052天再拿勝投。6月20日，皇家與老虎的比賽，王建民以1+2⁄3局無失分的成績，拿下本季第四勝，也正式達到生涯100個勝負總和的門檻，而他66勝34敗，0.66生涯勝率，排在大聯盟史上的第17名。9月18日，移出15日傷兵名單，並被球隊列入指定派遣，當週釋出後再次成為自由球員。本季成績為6勝0敗，結算68勝34敗，0.6667生涯勝率，排在大聯盟史上的第13名。

## 教練時期
2018年，王建民於春訓時期擔任洋基隊小聯盟的客座教練。同年6月11日於陳金鋒的牽線下，擔任三週的富邦悍將二軍客座投手教練，同年10月再度擔任此職務且長期協助訓練。
2019年，受中華隊總教練洪一中之邀，加入世界棒球12強賽的中華隊教練團，擔任牛棚教練一職。
2020年，加入中信兄弟教練團，擔任二軍客座投手教練。
2021年，擔任二軍投手教練。11月2日，因二軍總教練林明憲安排注射疫苗，由王建民代理二軍總教練一職，這也是王建民生涯初執教，並取得首勝。
2023年，WBC世界棒球經典賽，擔任中華隊牛棚教練一職。
2023年5月10日，中信兄弟教練團大更動，原一軍投手教練佛斯特轉任農場投手發展總監，該職位改由王建民擔任。
2024年，2024年世界棒球12強賽，擔任中華隊牛棚教練一職。

## 技術特點
身材高大的王建民以四分之三（斜肩投球）機制投球，主戰的球路為伸卡球（二縫線快速球）與滑球，另外則有四縫線快速球、變速球、指叉球等球路作為陪襯。於全盛時期王最倚賴的伸卡球能穩定地投在91~94mph（約146~151km/h），配比較少的四縫線速球約在92~95mph（約148~153km/h），主力變化球滑球則約在84~86mph（約135~138km/h）。憑著出色的伸卡球威力，王成為一名成功的滾地球型投手，能有效降低打者擊出長打的機率以減少失分；但其變化球品質相對不足，所以王的三振能力在大聯盟中僅屬劣於平均的水準（MLB生涯K/9為4.2）。於2011年球季，王有感於肩傷後復出的球速、球威明顯不若以往，因此於本身的實戰球路中再加上新練成的曲球作為搭配。
王建民的伸卡球採二縫線握法，中指扣住縫線加壓，以接近快速球的投球方式投出，球路軌跡會朝左打者外角快速下沈，再加上球速夠快讓打者不易掌握更能造成滾地球出局（MLB生涯最快球速曾達98mph，約157.7km/h）。從2007年球季開始逐漸增加使用量的滑球，也以接近快速球的出手方式投出，藉此擾亂打者，讓打者難以預測或鎖定單一球路來揮擊，使得王的配球自升上大聯盟後一慣的以伸卡球為主體，演變成能視比賽當日的身體狀況予以調整。
王建民在球員生涯中的最快球速為2004年於小聯盟比賽中投出的99mph（約159km/h），當時打破郭泰源於1984年奧運棒球比賽投出的158km/h的台灣人最快球速紀錄。 

## 生涯成績
| 年度 | 所屬球隊     | 等級     | 出賽 | 先發 | 局數    | 勝投 | 敗投 | 中繼 | 救援 | 完投 | 完封 | 保送 | 三振 | 被全壘打 | 責失 | 勝率  | 防禦率 |
| ---- | ------------ | -------- | ---- | ---- | ------- | ---- | ---- | ---- | ---- | ---- | ---- | ---- | ---- | -------- | ---- | ----- | ------ |
| 2000 | 紐約洋基     | 短期1A   | 14   | 14   | 87      | 4    | 4    | 0    | 0    | 2    | 1    | 21   | 75   | 2        | 24   | .500  | 2.48   |
| 2002 | 紐約洋基     | 短期1A   | 13   | 13   | 78+1⁄3  | 6    | 1    | 0    | 0    | 0    | 0    | 14   | 64   | 2        | 15   | .857  | 1.72   |
| 2003 | 紐約洋基     | 新人聯盟 | 1    | 1    | 3       | 0    | 0    | 0    | 0    | 0    | 0    | 0    | 2    | 0        | 0    | -     | 0.00   |
| 2003 | 紐約洋基     | 2A       | 21   | 21   | 122     | 7    | 6    | 0    | 0    | 2    | 1    | 34   | 84   | 7        | 63   | .538  | 4.65   |
| 2004 | 紐約洋基     | 2A       | 18   | 18   | 109     | 6    | 5    | 0    | 0    | 0    | 0    | 29   | 90   | 6        | 49   | .545  | 4.05   |
| 2004 | 紐約洋基     | 3A       | 6    | 5    | 40+1⁄3  | 5    | 1    | 0    | 0    | 2    | 1    | 9    | 35   | 3        | 9    | .833  | 2.59   |
| 2005 | 紐約洋基     | 3A       | 6    | 6    | 34      | 2    | 1    | 0    | 0    | 0    | 0    | 6    | 21   | 4        | 16   | .667  | 4.24   |
| 2007 | 紐約洋基     | 高階1A   | 1    | 1    | 5       | 0    | 0    | 0    | 0    | 0    | 0    | 1    | 4    | 0        | 3    | -     | 5.40   |
| 2009 | 紐約洋基     | 3A       | 2    | 2    | 13      | 1    | 0    | 0    | 0    | 1    | 0    | 3    | 7    | 0        | 3    | 1.000 | 0.00   |
| 2011 | 華盛頓國民   | 1A       | 1    | 1    | 3       | 0    | 0    | 0    | 0    | 0    | 0    | 0    | 3    | 0        | 2    | -     | 6.00   |
| 2011 | 華盛頓國民   | 高階1A   | 1    | 1    | 4       | 0    | 0    | 0    | 0    | 0    | 0    | 2    | 3    | 0        | 3    | -     | 0.00   |
| 2011 | 華盛頓國民   | 2A       | 2    | 2    | 11      | 0    | 0    | 0    | 0    | 0    | 0    | 0    | 3    | 0        | 3    | -     | 0.00   |
| 2011 | 華盛頓國民   | 3A       | 2    | 2    | 10+2⁄3  | 0    | 1    | 0    | 0    | 0    | 0    | 2    | 9    | 2        | 8    | 0.000 | 6.75   |
| 2012 | 華盛頓國民   | 1A       | 2    | 2    | 8       | 0    | 0    | 0    | 0    | 0    | 0    | 2    | 4    | 0        | 4    | -     | 4.50   |
| 2012 | 華盛頓國民   | 高階1A   | 9    | 9    | 45+1⁄3  | 1    | 0    | 0    | 0    | 0    | 0    | 9    | 33   | 7        | 34   | 1.00  | 6.75   |
| 2012 | 華盛頓國民   | 2A       | 3    | 3    | 20+2⁄3  | 0    | 0    | 0    | 0    | 0    | 0    | 5    | 8    | 1        | 10   | -     | 4.35   |
| 2012 | 華盛頓國民   | 3A       | 1    | 1    | 6       | 0    | 0    | 0    | 0    | 0    | 0    | 1    | 7    | 1        | 1    | -     | 1.50   |
| 2013 | 紐約洋基     | 3A       | 9    | 9    | 58      | 4    | 4    | 0    | 0    | 1    | 0    | 10   | 25   | 2        | 15   | .500  | 2.33   |
| 2013 | 多倫多藍鳥   | 3A       | 9    | 8    | 51+2⁄3  | 4    | 3    | 0    | 0    | 1    | 0    | 12   | 30   | 3        | 20   | .571  | 3.48   |
| 2014 | 辛辛那提紅人 | 3A       | 19   | 19   | 119+1⁄3 | 8    | 5    | 0    | 0    | 0    | 0    | 45   | 50   | 4        | 49   | .615  | 3.70   |
| 2014 | 芝加哥白襪   | 3A       | 9    | 9    | 53+1⁄3  | 5    | 3    | 0    | 0    | 0    | 0    | 12   | 23   | 2        | 30   | .625  | 5.06   |
| 2015 | 亞特蘭大勇士 | 3A       | 11   | 10   | 51+2⁄3  | 2    | 6    | 0    | 0    | 0    | 0    | 21   | 28   | 3        | 42   | .250  | 6.10   |

備註：2001年開刀，2003年新人聯盟及2007年為復健賽。
| 年度 | 所屬球隊     | 等級 | 出賽 | 先發 | 局數    | 勝投 | 敗投 | 中繼 | 救援 | 完投 | 完封 | 觸身 | 保送 | 三振 | 被全壘打 | 責失 | 勝率  | 防禦率 |
| ---- | ------------ | ---- | ---- | ---- | ------- | ---- | ---- | ---- | ---- | ---- | ---- | ---- | ---- | ---- | -------- | ---- | ----- | ------ |
| 2005 | 紐約洋基     | MLB  | 18   | 17   | 116+1⁄3 | 8    | 5    | 0    | 0    | 0    | 0    | 6    | 32   | 47   | 9        | 52   | .615  | 4.02   |
| 2006 | 紐約洋基     | MLB  | 34   | 33   | 218     | 19   | 6    | 0    | 1    | 2    | 1    | 2    | 52   | 76   | 12       | 88   | .760  | 3.63   |
| 2007 | 紐約洋基     | MLB  | 30   | 30   | 199+1⁄3 | 19   | 7    | 0    | 0    | 1    | 0    | 8    | 59   | 104  | 9        | 82   | .731  | 3.70   |
| 2008 | 紐約洋基     | MLB  | 15   | 15   | 95      | 8    | 2    | 0    | 0    | 1    | 0    | 3    | 35   | 54   | 4        | 43   | .800  | 4.07   |
| 2009 | 紐約洋基     | MLB  | 12   | 9    | 42      | 1    | 6    | 0    | 0    | 0    | 0    | 2    | 19   | 29   | 7        | 45   | .143  | 9.64   |
| 2011 | 華盛頓國民   | MLB  | 11   | 11   | 62+1⁄3  | 4    | 3    | 0    | 0    | 0    | 0    | 1    | 13   | 25   | 8        | 28   | .571  | 4.04   |
| 2012 | 華盛頓國民   | MLB  | 10   | 5    | 32+1⁄3  | 2    | 3    | 0    | 0    | 0    | 0    | 3    | 15   | 15   | 5        | 24   | .400  | 6.68   |
| 2013 | 多倫多藍鳥   | MLB  | 6    | 6    | 27      | 1    | 2    | 0    | 0    | 0    | 0    | 0    | 9    | 14   | 5        | 23   | .333  | 7.67   |
| 2016 | 堪薩斯市皇家 | MLB  | 38   | 0    | 53+1⁄3  | 6    | 0    | 0    | 0    | 0    | 0    | 2    | 18   | 30   | 6        | 25   | 1.000 | 4.22   |

| 年度 | 所屬球隊     | 等級 | 出賽 | 打數 | 打點 | 得分 | 安打 | 二壘打 | 三壘打 | 全壘打 | 保送 | 三振 | 犧打 | 盜壘 | 長打率 | 打擊率 |
| ---- | ------------ | ---- | ---- | ---- | ---- | ---- | ---- | ------ | ------ | ------ | ---- | ---- | ---- | ---- | ------ | ------ |
| 2005 | 紐約洋基     | MLB  | 1    | 1    | 0    | 0    | 0    | 0      | 0      | 0      | 0    | 0    | 0    | 0    | .000   | .000   |
| 2006 | 紐約洋基     | MLB  | 1    | 4    | 0    | 0    | 0    | 0      | 0      | 0      | 0    | 3    | 0    | 0    | .000   | .000   |
| 2007 | 紐約洋基     | MLB  | 1    | 3    | 0    | 0    | 0    | 0      | 0      | 0      | 0    | 3    | 0    | 0    | .000   | .000   |
| 2008 | 紐約洋基     | MLB  | 1    | 3    | 0    | 1    | 0    | 0      | 0      | 0      | 0    | 2    | 0    | 0    | .000   | .000   |
| 2009 | 紐約洋基     | MLB  | 2    | 3    | 0    | 0    | 0    | 0      | 0      | 0      | 0    | 0    | 0    | 0    | .000   | .000   |
| 2011 | 華盛頓國民   | MLB  | 11   | 19   | 1    | 0    | 1    | 0      | 0      | 0      | 1    | 10   | 0    | 0    | .053   | .053   |
| 2012 | 華盛頓國民   | MLB  | 9    | 6    | 0    | 1    | 1    | 1      | 0      | 0      | 1    | 3    | 0    | 0    | .333   | .167   |
| 2013 | 多倫多藍鳥   | MLB  | 0    | 0    | 0    | 0    | 0    | 0      | 0      | 0      | 0    | 0    | 0    | 0    | .000   | .000   |
| 2016 | 堪薩斯市皇家 | MLB  | 4    | 0    | 0    | 0    | 0    | 0      | 0      | 0      | 0    | 0    | 0    | 0    | -      | -      |

| 年度 | 所屬球隊 | 系列戰 | 出賽 | 先發 | 局數  | 勝投 | 敗投 | 中繼 | 救援 | 完投 | 完封 | 觸身 | 保送 | 三振 | 被全壘打 | 責失 | 勝率  | 防禦率 |
| ---- | -------- | ------ | ---- | ---- | ----- | ---- | ---- | ---- | ---- | ---- | ---- | ---- | ---- | ---- | -------- | ---- | ----- | ------ |
| 2005 | 紐約洋基 | ALDS   | 1    | 1    | 6+2⁄3 | 0    | 1    | 0    | 0    | 0    | 0    | 1    | 0    | 1    | 1        | 1    | .000  | 1.35   |
| 2006 | 紐約洋基 | ALDS   | 1    | 1    | 6+2⁄3 | 1    | 0    | 0    | 0    | 0    | 0    | 0    | 1    | 4    | 3        | 1    | 1.000 | 4.05   |
| 2007 | 紐約洋基 | ALDS   | 2    | 2    | 5+2⁄3 | 0    | 2    | 0    | 0    | 0    | 0    | 2    | 4    | 4    | 3        | 12   | .000  | 19.06  |

### 獲獎
- 1991年，獲得第九屆世界軟式少棒錦標賽「最佳投手獎」。
- 2005年，獲行政院體育委員會頒發運動精英獎「年度最佳男運動員」。
- 2006年，蟬聯行政院體育委員會頒發運動精英獎「年度最佳男運動員」。
- 2006年，王建民以十九勝並列年度勝投王的優異表現獲頒「總統表揚狀」。當日比賽前在洋基球場，球團破天荒安排高規格表揚儀式，在大型看板打出「SON OF TAIWAN」（台灣之子）字樣，由播報員宣讀表揚狀的內容，王建民在全場數萬球迷歡呼聲中接受表揚。
- 2006年，獲得美國職棒大聯盟官網的球迷票選為「年度最佳先發投手」（This Year in Baseball Awards）。
- 2006年，中華民國教育部頒發「一等教育文化獎章」表彰王建民長期致力推展棒球運動，乃教育部史上第十七位得主，也是第一位以體育文化特殊貢獻獲獎者，同時是目前所有得獎者中最年輕的。
- 2007年，獲救國團頒發的民國九十六年「青年獎章」。
- 2008年，以5勝0敗的成績，獲球迷票選為四月份 百事可樂關鍵時刻球員（Pepsi Clutch Performer），為台灣球員第一次獲得此獎[28]。
- 2008年，王建民當選第46屆中華民國十大傑出青年。

### 其它
- 2006年，獲美國運動畫刊雜誌評比為「今年備受注目的二十位運動員」之一。
- 2006年，王建民在1A球隊時期的41號球衣，被球隊列為退休背號，以紀念王建民在該球隊的貢獻。為洋基1A第二個退休背號。
- 2006年，出戰巴爾的摩金鶯隊獲得勝投，以19勝的成績締造大聯盟亞洲籍投手單季最多勝投，與明尼蘇達雙城隊的左投友漢·桑塔那並列該年度的大聯盟勝投王。
- 2006年，王建民在洋基隊主場迎戰來訪的底特律老虎隊，順利拿下勝投，成為大聯盟亞洲第一位在季後賽取得勝投的投手。
- 2006年，擔任第十六屆洲際盃代言人，並獲邀擔任中華隊與古巴隊之戰的開球貴賓。
- 2007年，入選該年度《時代》2007年度全球最具有影響力的百大人物之一，成為台灣第三位得此殊榮的人[29][30]。
- 2008年，入選該年度《時代》2008年度全球最有影響力的百大人物之一，是台灣唯一連續兩年皆入選的人。
- 2018年，紀錄片《後勁：王建民》是加拿大華裔導演陳惟揚（Frank W. Chen）耗費約四年時間，紀錄王建民在德州棒球農場練習並重返大聯盟的時期，該片在2018年5月獲得洛杉磯亞太影展觀眾票選最佳國際紀錄片獎，入圍第55屆金馬獎最佳紀錄片，同年12月在台灣上映。[31]

## 個人生活
王建民的配偶為吳嘉姈。王建民赴美前即認識，兩人於2003年亞錦賽後留台期間，於同年12月7日於台南成婚，婚後兩人仍赴美共同生活。2009年6月16日約早上九時（UTC-5），太太吳嘉姈於美國紐約產下長子王鵬硯（Justin Jesse Wang，賈斯汀·傑西·王），孩子擁有美國公民與中華民國國民的雙重國籍，而王建民也成為首位子女於大聯盟生涯期間誕生的台灣籍美國職棒大聯盟球員。2013年1月17日次子王照升（Wellington Wang）誕生。
不過在2012年，一向給人愛家好男人形象的王建民，卻在開季後不久爆發外遇緋聞。4月23日，王建民搶在壹周刊同日出刊前，在美國召開記者會，坦承自己在2009年，因為職業球員事業低潮而爆發一段婚外情，這段關係維持約八個月，這次事件也震驚許多球迷。
另外王建民因過去在美常受邀去參觀育幼院或看病童，因此有成立基金會以資助弱勢兒童的計畫，並於2009年1月11日成立小王子加油基金會。
2023年又捲入名醫王文哲及女醫蕭嘉蓉間的婚外情（疑約2014年12月至2015年11月間）官司，被求償1000萬。一審法院判決王文哲敗訴，王建民免賠。二審王文哲改求償200萬仍被判敗訴。王男持續上訴，最高法院駁回，全案確定。
。

## 參看
- 臺灣出生大聯盟選手列表
- 旅美棒球選手

## 外部連結
- 王建民在美國職棒官網（英语）
- 王建民在Baseball-Reference.com（大聯盟）（英语）
- 王建民在Baseball-Reference.com（小聯盟以及海外聯盟）（英语）
- 王建民在ESPN（MLB）（英语）
- 王建民在FanGraphs.com（英语）
- 王建民在Retrosheet（英语）
- 王建民在The Baseball Cube（英语）
- 王建民在Olympics.com（英语）
- 王建民在Olympedia（英语）
- 王建民在台灣棒球維基館上的頁面（繁體中文）
- 2007年時代雜誌百大人物檔案 （页面存档备份，存于）

| 獎項               | 獎項                                              | 獎項               |
| ------------------ | ------------------------------------------------- | ------------------ |
| 前任： 巴特罗·柯隆 | 美國職棒大聯盟勝投王 2006年 （與尤漢·山塔納並列） | 繼任： 賈許·貝基特 |